# وسام الأسد الأبيض
وسام الأسد الأبيض ((بالتشيكية: Řád Bílého lva)‏) هو أعلى ترتيب في جمهورية التشيك. وتكمل أمرًا تشيكوسلوفاكيًا يحمل نفس الاسم تم إنشاؤه في عام 1922 كجائزة للأجانب (لم يكن لدى تشيكوسلوفاكيا وسام مدني لمواطنيها في عشرينيات وثلاثينيات القرن الماضي).
كانت مستوحاة من صليب النبلاء التشيكي الذي أنشأه الإمبراطور والملك فرانسيس الأول عام 1814 ومنحه 37 من النبلاء البوهيميين.

## 1922-1961

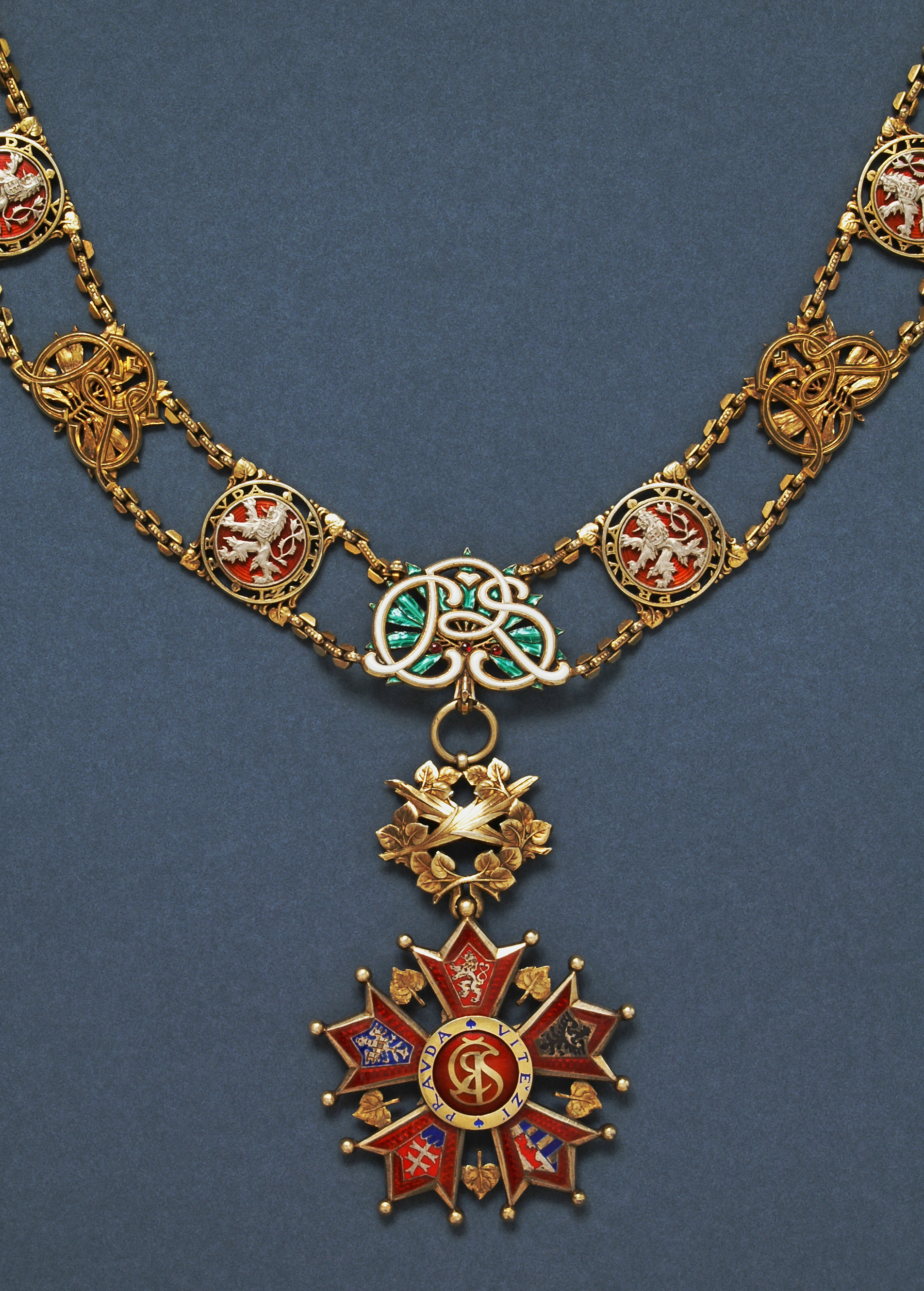
مُنح طوق وسام الأسد الأبيض بين عامي 1921 و 1961

تم إنشاء الوسام كجائزة استحقاق من قبل تشيكوسلوفاكيا للمواطنين الأجانب. تم إنشاء الوسام في خمس فئات وقسمين، مدني (مع راحتين متقاطعتين فوق الشارة) وعسكري (مع سيفين متقاطعين فوق الشارة). صنعت الميداليات من الذهب والفضة. كان عدد المستفيدين محدودًا في الأصل، مع تغير الحدود خلال السنوات اللاحقة. تم تعديل النظام الأساسي للنظام في 1924 و 1930 و 1936.
كانت شارة الوسام عبارة عن نجمة خماسية مطلية بالمينا باللون الأحمر، ونهايات مزينة بكرات صغيرة ومنشورات بين الذراعين. في منتصف النجمة أسد فضي مأخوذ من شعار النبالة الوطني. تم طلاء الوجه أو النجمة أيضًا بالمينا باللون الأحمر، مع شعار النبالة للأجزاء السابقة من تشيكوسلوفاكيا (بوهيميا ومورافيا وسيليسيا وسلوفاكيا وكاربات روثينيا).

### درجات الوسام
- ذوي الياقات البيضاء - مخصص لرؤساء الدول، تم تقديمه في عام 1924. يمكن منح ذوي الياقات البيضاء بشكل منفصل
- الدرجة الأولى - جراند كروس - يقتصر على 250 مستلمًا
- الدرجة الثانية - الضابط الكبير - يقتصر على 400 مستلم
- الدرجة الثالثة - القائد - يقتصر على 900 مستلم
- الدرجة الرابعة - يقتصر على 1500 مستلم، كان الصليب أصغر من صليب الفئة II / III.
- الدرجة الخامسة - يقتصر على 3000 مستلم، كان الصليب مشابهًا للفئة الرابعة، ولكن بالفضة.
- ميدالية ذهبية
- ميدالية فضية

بعد الحرب العالمية الثانية، أصبح وسام الأسد الأبيض بمثابة جائزة لأولئك الذين ساعدوا في تحرير تشيكوسلوفاكيا من احتلال ألمانيا النازية. بعد استسلام ألمانيا في مايو 1945، تم إجراء عدد كبير من المنح الأجنبية من خلال تقديم وسام الأسد الأبيض لكبار ضباط جيوش الحلفاء. أمر مشابه يحمل نفس الاسم، تم وضع النظام العسكري للأسد الأبيض في عام 1945 ويمكن منحه للمواطنين التشيكوسلوفاكيين والأجانب. دوايت أيزنهاور وجورج س. باتون أميركيان حصلوا على وسام الأسد الأبيض العسكري بعد نهاية الحرب العالمية الثانية. كما حصل الثوري الأرجنتيني إرنستو جيفارا على الجائزة.

## 1961-1992
أعيد تشكيل النظام بعد تغيير الاسم الرسمي لتشيكوسلوفاكيا وأذرعها الوطنية. تم إصدار لائحة جديدة للأمر، وتم تقسيمها إلى ثلاث فئات (الأول، الثاني، والثالث، مع كونني الأعلى). تم تخصيص الياقة لرؤساء الدول الأجنبية فقط.

### درجات الوسام
الدرجة الأولى - يتألف من الشارة ونجمة الوشاح
الدرجة الثانية - شارة الرقبة ونجمة تلبس على الثدي الأيمن
الدرجة الثالثة - شارة الرقبة
استمر نظام الأسد الأبيض في الوجود بهذا الشكل حتى تفكك تشيكوسلوفاكيا.

## منذ عام 1994

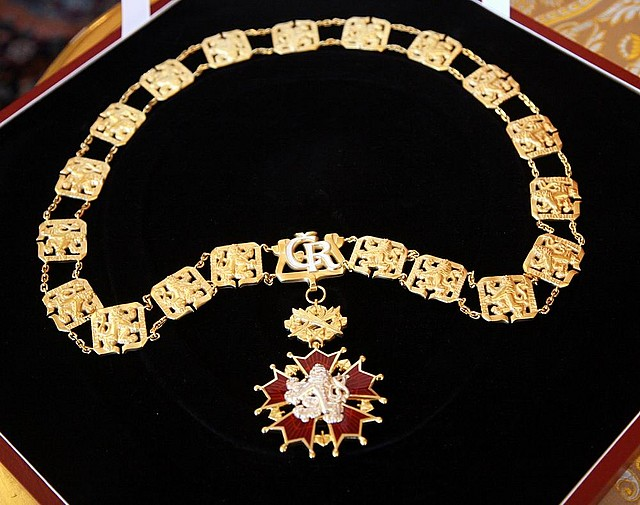
يُمنح طوق وسام الأسد الأبيض لرئيس جمهورية بولندا ، ليخ كاتشينسكي

في عام 1994، أعيد ترتيب الوسام ليكون أعلى وسام في جمهورية التشيك؛ على عكس الماضي، تم منحه الآن من قبل رئيس جمهورية التشيك للمواطنين التشيك والأجانب على حد سواء للخدمات المتميزة لجمهورية التشيك. تصدر في خمس فئات، مع تقديم الفئتين الخامسة والرابعة على شكل صلبان، وتمنح الدرجة الثالثة على أنها أمر يتم ارتداؤه حول العنق، وتمنح الدرجة الثانية كطلب يتم ارتداؤها حول العنق بنجمة الصدر، والأولى فئة كصليب كبير (وشاح مع شارة ونجمة).
لا يجوز منح الدرجة العليا من وسام الأسد الأبيض، الدرجة الأولى المصحوبة بسلسلة عنق ذهبية إلا لرؤساء الدول. بموجب القانون، يحق للرئيس الحصول على شارات من الدرجة الأولى بما في ذلك السلسلة؛ بعد ترك منصبه، يجوز منحه مدى الحياة بقرار مشترك من مجلس النواب ومجلس الشيوخ.

### جائزة لإنقاذ يهود تشيكوسلوفاكيا
يوم 19 مايو عام 2014، تم الإعلان عن أن نيكولاس جورج ينتون كان لاستقبال جمهورية التشيك أرفع الصورة، لإعطاء الأطفال التشيك «أعظم هدية ممكنة: فرصة ليعيش وأن يكون حرا». في 28 أكتوبر 2014، حصل وينتون على وسام الأسد الأبيض (الفئة الأولى) من قبل الرئيس التشيكي ميلوش زيمان،  بعد أن أرسلت وزارة الدفاع التشيكية طائرة خاصة لإحضاره إلى براغ. تم تقديم الجائزة إلى جانب واحدة للسير ونستون تشرشل، والتي قبلها حفيده نيكولاس سواميس. وقال زيمان إنه يأسف لأعلى جائزة تشيكية مُنحت للشخصيتين في وقت متأخر، لكنه أضاف «أن تأتي متأخرا أفضل من ألا تأتي أبدا». تمكن وينتون أيضًا من مقابلة بعض الأشخاص الذين أنقذهم قبل 75 عامًا، وكانوا هم أنفسهم في الثمانينيات من العمر. قال: «أريد أن أشكركم جميعًا على هذا التعبير الهائل عن الشكر على شيء حدث لي منذ ما يقرب من 100 عام - و 100 عام هي فترة طويلة جدًا. يسعدني أن الكثير من الأطفال ما زالوا في الجوار ولا يزالون هنا لشكري».  

## أشرطة الوسام
| ترتيب أشرطة شريط الأسد الأبيض | ترتيب أشرطة شريط الأسد الأبيض | ترتيب أشرطة شريط الأسد الأبيض | ترتيب أشرطة شريط الأسد الأبيض | ترتيب أشرطة شريط الأسد الأبيض     |
|                               | (1922-1961)                   | (1961-1990)                   | (1990-1992)                   | الجمهورية التشيكية (منذ عام 1994) |
| ----------------------------- | ----------------------------- | ----------------------------- | ----------------------------- | --------------------------------- |
| الدرجة الأولى                 |                               |                               |                               |                                   |
| الدرجة الثانية                |                               |                               |                               |                                   |
| الدرجة الثالثة                |                               |                               |                               |                                   |
| الدرجة الرابعة                |                               | لم ينشأ                       |                               |                                   |
| الدرجة الخامسة                |                               | لم ينشأ                       |                               |                                   |
| ميدالية ذهبية                 |                               | لم ينشأ                       | لم ينشأ                       | لم ينشأ                           |
| ميدالية فضية                  |                               | لم ينشأ                       | لم ينشأ                       | لم ينشأ                           |

## روابط خارجية
- الحاصلون على وسام الأسد الأبيض (باللغتين الإنجليزية والتشيكية)
- أوسمة وميداليات تشيكوسلوفاكيا بما في ذلك وسام الأسد الأبيض (باللغتين الإنجليزية والتشيكية)
- أوسمة دولة جمهورية التشيك (باللغتين الإنجليزية والتشيكية)